# Osaka Hamlet
Osaka Hamlet (大阪ハムレット Osaka Hamuretto?) es una serie de manga escrita e ilustrada por Hiromi Morishita. Es publicada en la revista Manga Action de la editorial Futabasha desde el 12 de mayo de 2006. En 2006, Osaka Hamlet ganó el premio a la excelencia (en la categoría de manga) en el Festival de arte de Japón, mientras que en 2007 ganó el Premio Cultural Tezuka Osamu a la mejor historia corta. En 2008, la serie fue adaptada a una película de acción real.

## Argumento
Osaka Hamlet narra la historia de la familia Kubo de Osaka. La madre, Fusako, lleva una doble vida: trabaja en un hospital de día y regenta un club nocturno por las noches. Tras la muerte de su marido, un hermano de este aparece en su vida y se convierte en su nuevo compañero. Su hijo, Yukio, tiene problemas al ver que su padre ha sido sustituido por un tío al que apenas conoce. Un profesor le regala a Yukio una copia de Hamlet, esperando que encuentre paralelismos con la vida del príncipe danés, pero aunque le fascina, el texto solo parece aumentar su angustia, mientras trata de enfocar su vida entre apariciones espirituales y las habituales peleas con niños de su edad. Hiroki, el hijo menor, admira con locura a su tía enferma, a quien le dice que de mayor quiere ser una chica. Masashi, el hijo bueno, se enamora de una mujer mayor que él y vive una curiosa historia de amor. Después de todas estas experiencias, los personajes parecen encontrar su lugar y la vida continúa.

## Media

### Manga
Escrito e ilustrado por Hiromi Morishita, Osaka Hamlet fue originalmente publicado por la editorial Futabasha desde 2005 a 2006, sin embargo, comenzó a ser nuevamente serializado a partir de 2008.

### Anime
Una adaptación a serie de anime fue anunciada en marzo de 2010. Sin embargo, el proyecto fue posteriormente cancelado.

### Película de acción real
Una película de acción real basada en el manga fue estrenada el 21 de octubre de 2008. Cuenta con la dirección de Fujirō Mitsuishi y guion de Hidehiro Itō. Fue protagonizada por Keiko Matsuzaka y Ittoku Kishibe en los roles principales.